# 코피싱

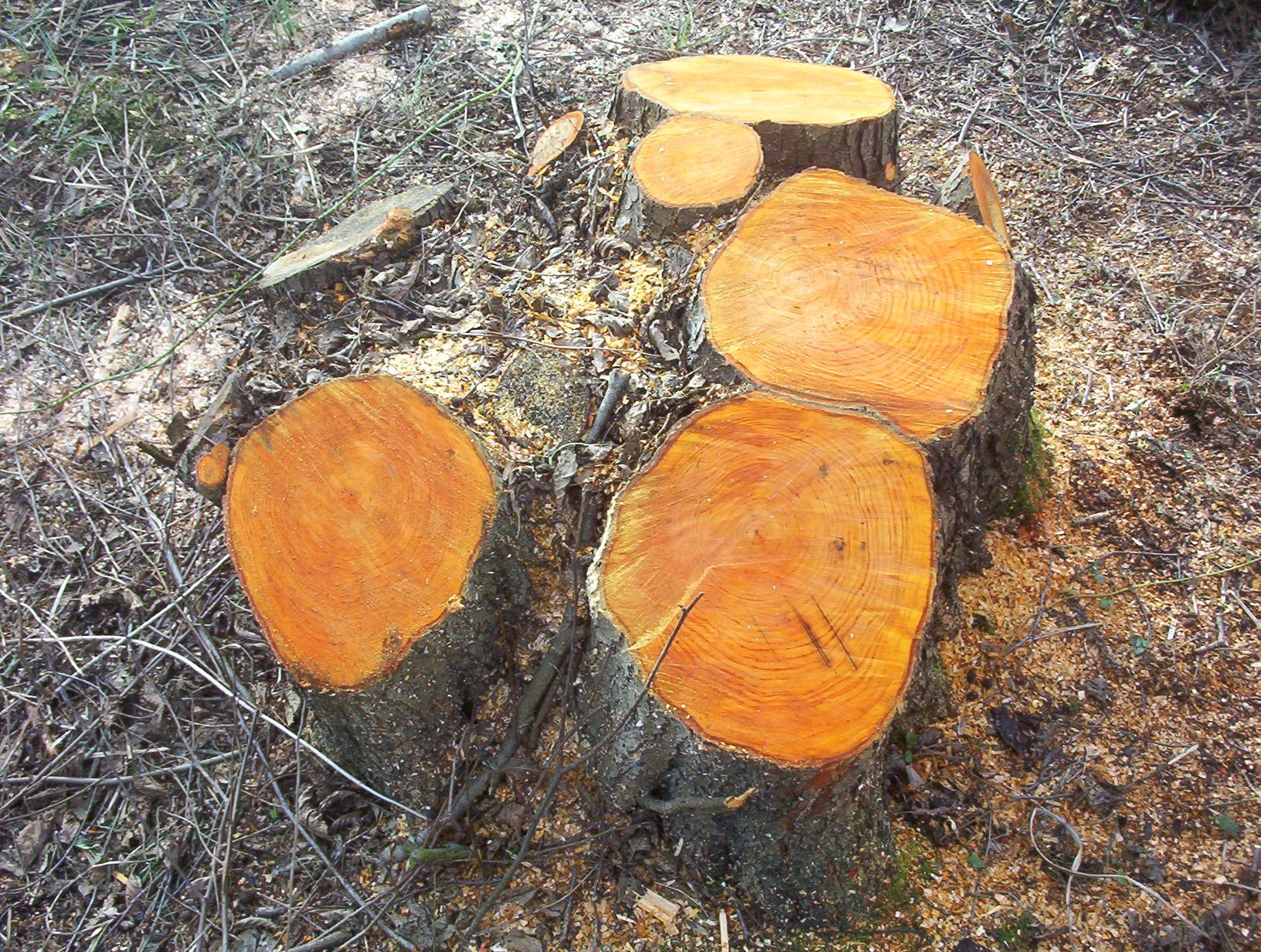
코피싱 직후 모습

코피싱(coppicing, /ˈkɒpɒsˈŋ/)은 나무를 그루터기로 자르는 삼림 관리의 전통적인 방법으로, 많은 종에서 그루터기나 뿌리에서 새싹이 자라도록 장려하여 궁극적으로 나무가 다시 자라나게 한다. 코피싱이 된 숲이나 작은 숲을 잡목림(copse, /kɒps/, coppice)이라고 하며 어린 나무줄기가 거의 지면 수준까지 반복적으로 잘려지는 것을 의미한다. 새로운 성장이 나타나고 수년이 지나면 잡목이 수확되고 주기가 새로 시작된다. 두목갱신(pollarding)은 방목하는 동물이 새로운 새싹을 먹는 것을 방지하기 위해 나무의 더 높은 수준에서 수행되는 유사한 과정이다. 다이스기(台杉, 여기서 '스기'는 삼나무를 지칭함)는 유사한 일본 기술이다.
많은 식림 관행에는 절단과 재성장이 포함된다. 코피싱은 온대 저지대 유럽의 많은 지역에서 중요했다. 조경 규모의 산업으로서 콥핑의 광범위하고 장기적인 관행은 잉글랜드 남부에서 특히 중요한 것으로 남아 있다. 이 글에 언급된 많은 영어 용어는 특히 해당 분야의 역사적, 현대적 관행과 관련이 있다.
일반적으로 코피싱 처리된 소림은 구역 단위로 수확되거나 순환적으로 수확된다. 이런 식으로 매년 숲 어딘가에서 작물을 얻을 수 있다. 코피싱은 삼림 지대에 항상 다양한 연령대의 잡목이 자라고 있어 생물 다양성에 유익하므로 풍부하고 다양한 서식지를 제공하는 효과가 있다. 주기 길이는 절단된 종, 지역 관습 및 제품 사용에 따라 다르다. 자작나무는 3년 또는 4년 주기로 장작을 만들기 위해 삽목할 수 있는 반면, 참나무는 플랜테이션이나 장작을 위해 50년 주기로 코피싱을 할 수 있다.
코피싱 처리된 나무는 나이가 들어도 죽지 않는다. 왜냐하면 잘라낸 나무는 어린 단계에서 나무를 유지하여 엄청난 나이에 도달할 수 있기 때문이다. 대변의 나이는 지름으로 추정할 수 있다. 일부는 너비가 5.5미터(18피트)에 달하는 너무 커서 수세기 동안 계속해서 코피싱해낸 것으로 생각된다.

## 같이 보기
- 천연림
- 정아우세
- 가지치기
- 솎아내기